# Muzaffar Ali
Muzaffar Ali est un réalisateur, producteur et scénariste indien de Bollywood né le 21 octobre 1944 à Lucknow (Inde) du deuxième mariage de son père le Rajah Sajid Hussein de Kotwara. Celui-ci était précédemment marié à la princesse Selma Hanoum Sultan (petite-fille du Sultan Mourad V par sa fille aînée Hatice Sultan) avec qui il a eu une fille. De ce fait, Muzaffar Ali est le demi-frère de la romancière française Kenizé Mourad. 

## Filmographie

### comme réalisateur
- 1978 : Gaman
- 1981 : Vasiqedars, the Pensioners of Avadh
- 1981 : Umrao Jaan
- 1982 : Woodcrafts of Saharanpur
- 1982 : Venue India
- 1982 : Laila Majnu Ki Nai Nautanki
- 1982 : Aagman
- 1983 : Wah! Maan Gaye Ustad
- 1983 : Sunhare Sapne
- 1984 : Wapas Chalo (TV)
- 1984 : Vadakath: A Thervad in Kerala
- 1984 : Together Forever
- 1984 : Kue Yaar Mein
- 1985 : Sheeshon Ka Masiha
- 1985 : India, an Unusual Environment for Meetings
- 1985 : Ganga Teri Shakti Apaar
- 1986 : Semal Ki Darakht
- 1986 : Kali Mohini
- 1986 : Jaan-e-Alaam (série TV)
- 1986 : Anjuman
- 1986 : Aaya Basant Sakhi
- 1991 : Khizan

### comme producteur
- 1978 : Gaman
- 1981 : Umrao Jaan
- 1986 : Anjuman

### comme scénariste
- 1981 : Umrao Jaan
- 1986 : Anjuman

## Récompenses
- Filmfare Awards 1982 : Meilleur réalisateur pour Umrao Jaan